# Cultura do medo
Cultura do medo (ou clima de medo) é o conceito de que as pessoas podem incitar o medo no público em geral para alcançar objetivos políticos ou no local de trabalho por meio de viéses emocionais; foi desenvolvido como um quadro sociológico por Frank Furedi e foi mais recentemente popularizado pelo sociólogo americano Barry Glassner.

## Na política
O líder nazi Hermann Göring explica como as pessoas podem ser tornadas receosas e apoiar uma guerra que de outra forma se oporiam:

O povo não quer guerra, mas podem sempre serem levados ao comando dos líderes. Isto é facil. Basta dizer-lhes que estão a ser atacados, e denunciar os pacifistas por falta de patriotismo e por expor o país ao perigo. Funciona da mesma forma em todos os países.
No seu livro Estado e Oposição no Brasil Militar, Maria Helena Moreira Alves constata que uma “cultura do medo” foi implantada como parte da repressão política desde 1964. Ela usou o termo para descrever os métodos implementados pelo aparato de segurança nacional do Brasil no seu esforço para equiparar a participação política ao risco de prisão e tortura. Cassação é um desses mecanismos usados para punir os militares, declarando-os legalmente mortos. Isso aumentou o potencial de controlo político por meio da intensificação da cultura do medo como um impedimento à oposição.
Alves encontrou as mudanças da Lei de Segurança Nacional de 1969, como início do uso da “exploração económica, repressão física, controlo político e censura estrita” para estabelecer uma “cultura do medo” no Brasil. Os três componentes psicológicos da cultura do medo incluíam o silêncio por meio da censura, a sensação de isolamento e uma "crença generalizada de que todos os canais de oposição estavam fechados". Um "sentimento de completa desesperança " prevaleceu, junto com a "retirada da atividade da oposição".
O ex-assessor de segurança nacional dos EUA Zbigniew Brzezinski argumenta que o uso do termo Guerra ao Terror pretendia gerar uma cultura do medo deliberadamente porque "obscurece a razão, intensifica as emoções e torna mais fácil para os políticos demagógicos mobilizar o público em nome das políticas que eles querem seguir".
Frank Furedi, ex-professor de Sociologia e escritor da revista Spiked, diz que a cultura atual do medo não começou com o colapso do World Trade Center. Muito antes de 11 de setembro, argumenta ele, o pânico público era generalizado – em tudo, desde culturas transgénicas a telemóveis, do aquecimento global à febre aftosa. Assim como Durodié, Furedi argumenta que perceções de risco, ideias sobre segurança e controvérsias sobre saúde, meio ambiente e tecnologia têm pouco a ver com ciência ou evidências empíricas. Em vez disso, eles são moldados por suposições culturais sobre a vulnerabilidade humana. Furedi diz que "precisamos de uma discussão adulta sobre o nosso mundo pós-11 de setembro, com base numa avaliação fundamentada de todas as evidências disponíveis, e não em medos irracionais para o futuro.
Os académicos britânicos Gabe Mythen e Sandra Walklate argumentam que após os ataques terroristas em Nova Iorque, Pentágono, Madrid e Londres, as agências governamentais desenvolveram um discurso de "novo terrorismo" enum clima cultural de medo e incerteza. Investigadores do Reino Unido argumentaram que esses processos reduziram as noções de segurança pública e criaram a imagem simplista de um "outro terrorista" não-branco que tem consequências negativas para grupos étnicos minoritários no Reino Unido.
Na sua série de documentários da BBC de 2004, The Power of Nightmares, com o subtítulo The Rise of the Politics of Fear, o jornalista Adam Curtis argumenta que os políticos usaram os nossos medos para aumentar o seu poder e controlo sobre a sociedade. Embora ele não use o termo "cultura do medo", o que Curtis descreve no seu filme é um reflexo desse conceito. Ele olha para o movimento neoconservador americano e a sua representação da ameaça primeiro da União Soviética e depois de islamistas radicais. Curtis insiste que tem havido um medo amplamente ilusório do terrorismo no Ocidente desde os ataques de 11 de setembro e que políticos como George W. Bush e Tony Blair encontraram uma nova força para restaurar o seu poder e autoridade; usando o medo de uma "teia do mal" organizada da qual eles poderiam proteger o seu povo. O filme de Curtis criticou os média, as forças de segurança e o governo Bush por expandir o seu poder dessa forma. O filme apresenta Bill Durodié, então Diretor do Centro Internacional para a Análise de Segurança e Investigador Sénior do Instituto de Políticas Internacional, King's College London, dizendo que chamar essa rede de "invenção" seria um termo muito forte, mas ele afirma que provavelmente não existe e é em grande parte uma "(projeção) dos nossos piores medos, e que o que vemos é uma fantasia que foi criada".

## No local de trabalho
Ashforth discutiu os lados potencialmente destrutivos da liderança e identificou o que ele chamou de pequenos tiranos: líderes que exercem um estilo de gestão tirânico, resultando num clima de medo no local de trabalho. O reforço negativo parcial ou intermitente pode criar um clima eficaz de medo e dúvida. Quando os funcionários têm a sensação de que os agressores são tolerados, o resultado pode ser um clima de medo. Vários estudos têm confirmado uma relação entre o bullying, por um lado, e uma liderança autocrática e uma forma autoritária de resolver conflitos ou lidar com divergências, por outro. Um estilo de liderança autoritário pode criar um clima de medo, com pouco ou nenhum espaço para o diálogo e com a reclamação sendo considerada fútil.
Num estudo com sindicalistas do setor público, aproximadamente um em cada cinco trabalhadores relatou ter pensado em deixar o local de trabalho como resultado de testemunhar a ocorrência de bullying. Rayner explicou os números apontando para a presença de um clima de medo em que os funcionários consideravam a denúncia insegura, onde os agressores eram tolerados anteriormente, apesar da administração saber da presença de bullying. Diferenças individuais na sensibilidade à recompensa, punição e motivação foram estudadas sob as premissas da teoria da sensibilidade ao reforço e também foram aplicadas ao desempenho no local de trabalho. Uma cultura de medo no local de trabalho é contrária aos "princípios-chave" estabelecidos por W. Edwards Deming para que os gerentes transformem a eficácia dos negócios. Um dos seus catorze princípios é expulsar o medo para permitir que todos trabalhem efetivamente para a empresa.

## Impacto dos média
O consumo dos meios de comunicação de massa teve um efeito profundo em incutir o medo do terrorismo nos Estados Unidos, embora os atos de terror sejam um fenómeno raro. A partir da década de 1960, George Gerbner e os seus colegas aceleraram o estudo da relação que existe entre o consumo dos média e o medo do crime. De acordo com Gerbner, a televisão e outras formas de média de massa criam uma visão do mundo que reflete "mensagens recorrentes dos média", em vez de uma visão baseada na realidade. Muitos americanos estão expostos a alguma forma de média diariamente, sendo a televisão e as plataformas de média social os métodos mais usados para receber notícias locais e internacionais e, como tal, é assim que a maioria recebe notícias e detalhes que giram em torno de crimes violentos e atos de terror. Com o aumento do uso de smartphones e médias sociais, as pessoas são bombardeadas com atualizações constantes de notícias e podem ler histórias relacionadas com o terrorismo, histórias que vêm de todos os cantos do globo. Os média alimentam o medo do terrorismo e outras ameaças à segurança nacional, todas com efeitos psicológicos negativos na população, como depressão, ansiedade e insónia. Políticos conduzem entrevistas, televisionadas ou não, e utilizam as suas plataformas de média social imediatamente após crimes violentos e atos terroristas, para cimentar ainda mais o medo do terrorismo nas mentes dos seus eleitores.

## Publicações
Ordenado para cima por data, mais recente por último.
- The Formation of the National Security State: the State and the Opposition in Military Brazil, Volume 2 (1982) de Maria Helena Moreira Alves
- Risk Society, Towards a New Modernity (1989), de Ulrich Beck, ISBN 978-0-8039-8346-5 [o termo foi cunhado em alemão pelo mesmo autor em the term Risikogesellschaft. Die organisierte Unverantwortlichkeit (este subtítulo significa em português: "Irresponsabilidade organizada"), um discurso dado na Faculdade de St. Gallen, Suiça, 16pp., in 1989, então publicado num livro completo com o título: Risikogesellschaft, Suhrkamp, 1989, 391pp., ISBN 3-518-11365-8]
- The Culture of Fear: Why Americans Are Afraid of the Wrong Things (2000), de Barry Glassner ISBN 0-465-01490-9
- Creating Fear: News and the Construction of a Crisis (2002), de David L. Altheide, Aldine de Gruyter, 223pp., ISBN 978-0-202-30660-5
- Kingdom of Fear: Loathsome Secrets of a Star-Crossed Child in the Final Days of the American Century (2003), de Hunter S. Thompson, Simon & Schuster, ISBN 0-684-87324-9
- The Climate of Fear (2004), de Wole Soyinka, BBC Reith Lectures 2004, London, Profile Books, 155pp., ISBN 1-86197-783-2
- State of Fear (2004), Michael Crichton, ISBN 0-06-621413-0
- Culture of Fear: Risk taking and the morality of low expectation (1997), de Frank Furedi, ISBN 0-8264-7616-3
- Politics of Fear: Beyond Left and Right (2005), de Frank Furedi, ISBN 0-8264-8728-9
- You Have the Power: Choosing Courage in a Culture of Fear (2005), de Frances Moore Lappe and Jeffrey Perkins, ISBN 978-1-58542-424-5
- Urban Nightmares: The Media, the Right and the Moral Panic over the City (2006), de Steve Macek, ISBN 0-8166-4361-X
- Cultures of Fear: A Critical Reader (2009), de Uli Linke, Danielle Smith, Anthropology, Culture and Society, ISBN 978-0-7453-2965-9
- Social Theory of Fear: terror, torture and death in a post Capitalist World (2010), de Geoffrey Skoll, New York, Palgrave MacMillan ISBN 978-0-230-10349-8
- Witnesses to Terror (2012), de Luke Howie, Baskinstoke, Palgrave MacMillan ISBN 978-0-8232-2434-0
- Gregg Easterbrook (2019). It's Better Than It Looks: Reasons for Optimism in an Age of Fear. [S.l.]: PublicAffairs. ISBN 978-1541774032